# Febbre da inalazione di fumi metallici

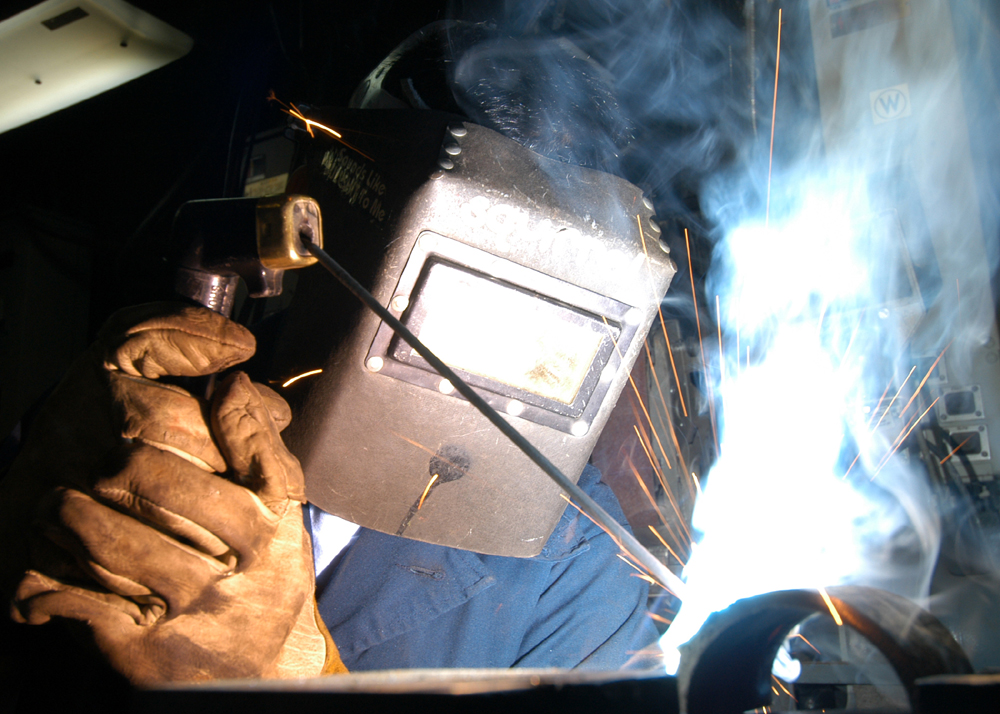

Per  febbre da inalazione di fumi metallici  in campo medico, si intende una malattia causata da inalazione prolungata di determinate polveri  (da elementi quali zinco, magnesio, rame)

## Epidemiologia
La malattia si evidenzia soprattutto in lavoratori delle fabbriche (come nella produzione di ottone) e delle miniere. Si stima che nei soli USA tale malattia interessi più di 2000 persone

## Sintomatologia
Fra i sintomi e i segni clinici ritroviamo quelli che possono comunemente associarsi ad una sindrome influenzale, con comparsa di brividi, febbre, nausea, dolore toracico, astenia, tosse, mialgia.

## Eziologia
La causa di tale manifestazione è ancora sconosciuta. Si presume sia una risposta immunitaria al deposito di formazioni metalliche nei polmoni, unitamente ad un'interferenza nella sintesi delle proteine caratteristica dei metalli.

## Prognosi
La malattia si manifesta dopo alcune ore di esposizione alle polveri, una volta che la persona si allontana dal luogo di esposizione i suoi sintomi migliorano fino alla guarigione.